# Milsbeek

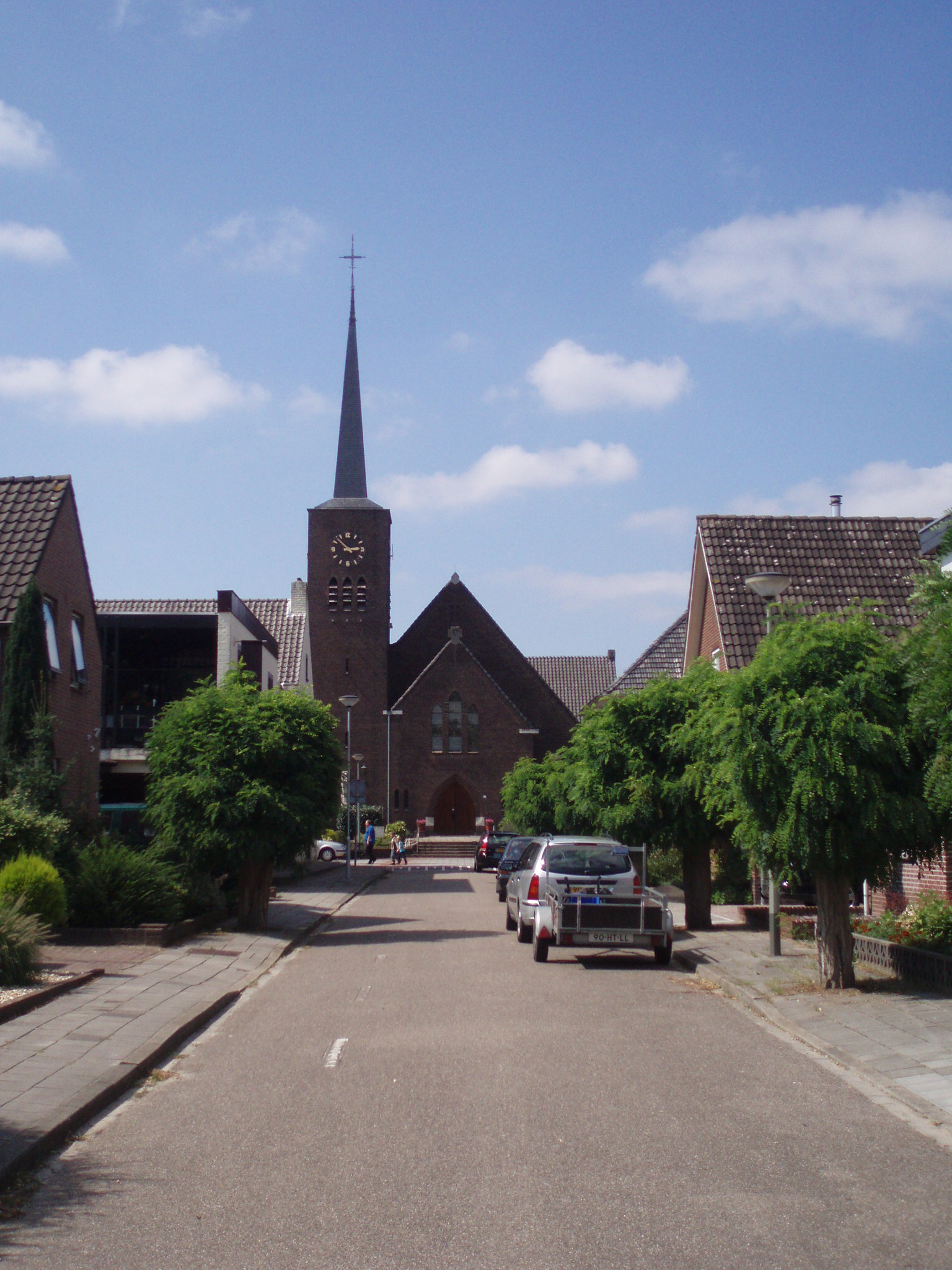
Milsbeekse kerk

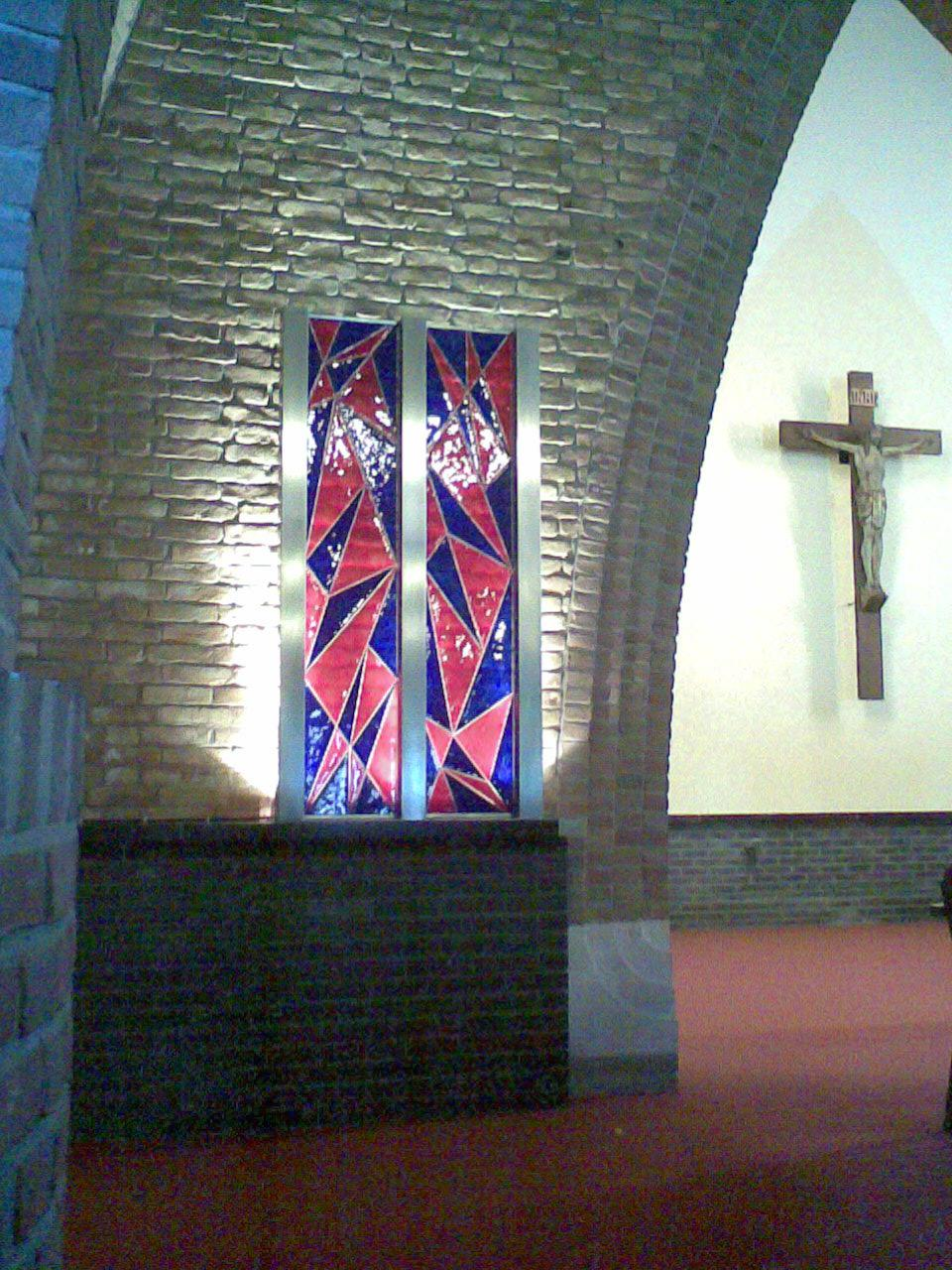
Glazen kunstwerk van Tonny Meeuwssen in de Milsbeekse kerk

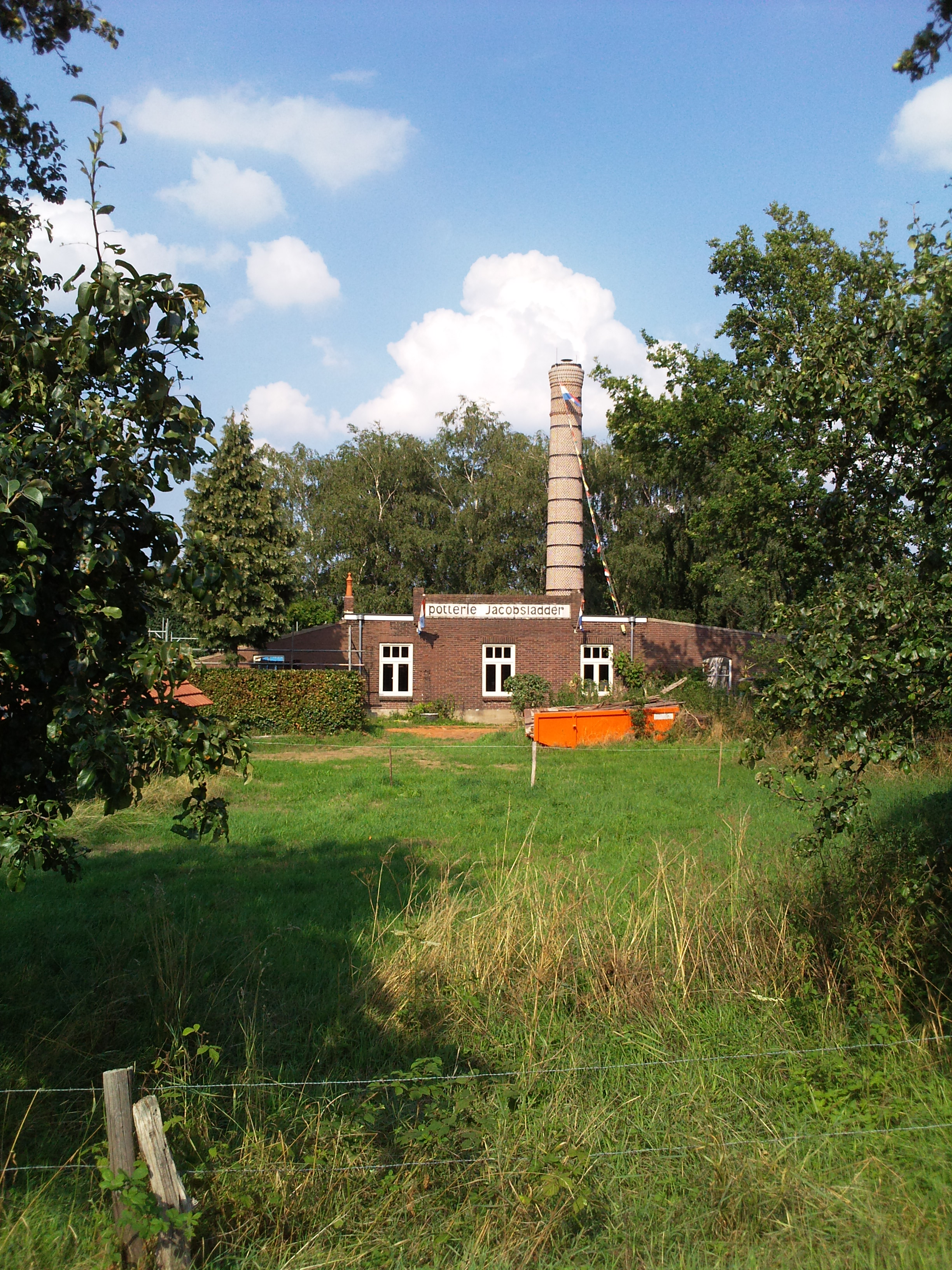
Potterie Jacobsladder aan de Rijksweg

Milsbeek (Noord-Limburgs: De Milsbèk) is een dorpje in het uiterste noorden van Limburg in Nederland, hemelsbreed 15 kilometer ten zuiden van Nijmegen. Het maakt deel uit van de gemeente Gennep en telde op 1 januari 2023 2.890 inwoners. Bij Milsbeek mondt de rivier de Niers uit in de Maas.

## Etymologie
Het dorp Milsbeek dankt zijn naam aan een beek met roestbruin water, dat afkomstig is van een moerassig veen. Mil betekent dan ook roestkleurig water. Tegenwoordig wordt de beek de Kroonbeek genoemd. Sinds dit jaar (2023) is de naam van deze beek weer veranderd en is de oude naam in ere hersteld in de naam Milse Beeck. 
In het plaatselijke dialect spreekt men van op de Milsbèk in plaats van in Milsbeek.

## Geschiedenis
De eerste verwijzing naar Milsbeek dateert uit 1329 in een rentenregister van Klooster 's-Gravendaal. De abdij van 's-Gravendaal in Asperden was eigenaar van supra Milsbeke, een hoeve gelegen aan de Milsbeek. Daarbij werd Milsbeek ook genoemd in verband met de tol die werd geheven op de overgang van de beek, de zogenoemde Stenen Brug. De Heren van Gennep, woonachtig op het nabijgelegen Genneperhuis, bezat de rechten hier een tol te vestigen.
Net buiten Milsbeek vond in 1574 de Slag op de Mookerheide plaats. Tijdens de verovering van het Genneperhuis met de verdedigingswerken op Milsbeeks grondgebied op de Spanjaarden in 1641 door het Staatse leger werd Milsbeek wel onmiddellijk betrokken bij de gevechtshandelingen. Na een lange strijd werd het Huis door de Staatsen op de Spanjaarden, die het sinds 1614 bezetten, heroverd. In straatnamen als Kanonskamp en Schuttersplein is in het huidige Milsbeek een directe verwijzing gemaakt naar deze tijd. Milsbeek behoorde zelf niet tot de Republiek der Zeven Verenigde Nederlanden, maar bij het Hertogdom Kleef.
Milsbeek is in de eerste helft van de 17e eeuw voor de eerste maal vermeld op een landkaart van Nicolaes van Geelkercken van het Reichswald. Het werd nauwkeurig gecartografeerd tussen 1731 en 1732 in het Kleefs Kadaster, wereldwijd de eerste aanzet tot het opzetten van een kadaster.
Vanaf september 1944 lag Milsbeek in de Tweede Wereldoorlog in de frontlinie en in oktober werden alle inwoners geëvacueerd. Begin februari 1945 werd Milsbeek bevrijd aan het begin van Operatie Veritable. Hierna werd een noodstation, station Milsbeek, aangelegd.

## Oprichting van de parochie Milsbeek
In april 1930 werd kapelaan L. Hoefnagels uit Baarlo bij Mgr. Schrijnen, de bisschop van Roermond, ontboden. Hem werd onder geheimhouding verteld dat men hem tot bouwpastoor te Milsbeek wilde benoemen. Kapelaan Hoefnagels aanvaardde de uitdaging. Bij de algemene benoemingen in september werd uiteindelijk de intentie tot vorming van een nieuwe parochie Milsbeek bekendgemaakt. Op 21 november van dat jaar schreef Mgr. Schrijnen een brief aan de priesters en parochianen van Ottersum, waarin hij de noodzakelijkheid van de parochie Milsbeek aangaf. Tevens stelde hij grenzen voor en gaf de nieuwe parochie haar titel: Onze Lieve Vrouwe van Altijddurende Bijstand. Wie bezwaren had kon deze binnen acht dagen bij Heer Deken van Gennep bekendmaken. De officiële oprichtingsakte van Milsbeek dateert van 9 december 1930. De nieuwe parochie kreeg alle parochiële rechten en voorrechten.
Tegelijkertijd en in die tijd onlosmakelijk met elkaar verbonden kwam er toen een lagere school in Milsbeek die - en dat was in die tijd een vrij zeldzaam verschijnsel - van het begin af aan bestemd was voor zowel jongens als meisjes. Het schoolgebouw kwam eerder gereed dan de kerk en werd indertijd vervolgens als noodkerk in gebruik genomen. De nieuw gevormde parochie telde 146 gezinnen. In 1931 kwam de Onze-Lieve-Vrouw van Altijddurende Bijstandkerk gereed.

## Pottenbakkers
Een ontwikkeling die in dit stukje geschiedenis van Milsbeek niet onvermeld mag blijven is de opkomst in deze jaren van de pottenbakkerijen in Milsbeek, waardoor het dorp zeer zeker een grote bekendheid heeft verworven.
Reeds in de 17e (gouden) eeuw moeten zich in Milsbeek enkele pottenbakkers gevestigd hebben, welke volgens overlevering uit Sonsbeck afkomstig moeten zijn geweest. Er zijn nog aanwijzingen voor de aanwezigheid van oude vestigingen van pottenbakkers. Aan de Bloemenstraat staat op oude kaarten een plaats aangeduid als "pottenbakkerij", terwijl een akker aan de Rozenbroekstraat ooit "de akker van de pottenbakker" werd genoemd.
De pottenbakkers van die tijd maakten gebruiksvoorwerpen zoals kruiken, schalen, tabakspotten enzovoort. Ze zijn echter verdwenen door de opkomst van de industrie en de hiermee gepaard gaande automatisering. Met name Regout in Maastricht heeft de stoot gegeven tot de automatisering die uiteindelijk de kleine ambachtsman verdrong.
Slechts degenen die hier tijdig zijn overgeschakeld op de fabricage van bloempotten hebben dit overleefd. Hiertoe behoorden Döt en Jan Liebrand uit Ottersum en Van Arensbergen uit Gennep. Van daaruit zijn de pottenbakkerijen weer in Milsbeek terechtgekomen. Er waren namelijk een aantal Milsbekers die daar werkten en in de jaren dertig als zelfstandige in Milsbeek begonnen. De eersten waren Jan en Wim Bindels uit de Potkuilen. Nadat Jan korte tijd bij Van Arensbergen en nog kortere tijd bij Liebrand gewerkt had bouwde hij in 1930 geheel in eigen beheer een fabriekje in de Potkuilen en begon men in 1931 met de productie. Met name Jan moet een waar genie zijn geweest. Hij verstond niet alleen uitstekend de pottenbakkerskunst, maar ontwikkelde en bouwde later - de eerste jaren was alles nog handwerk - de eerste pers hier in de omgeving en gaf op die manier de eerste stoot tot mechanisatie van de pottenfabricage. Ook bouwde hij voor de latere collega's in Milsbeek diverse ovens.
De volgende was Bertje Arts in 1934, enkele jaren later gevolgd door de Gebr. van den Hoogen, Wim Jansen en Peter Linders, en nog weer later door de Gebr. Grutters, Herman Wientjes, Wim Jansen met een nieuw fabriekje en Bart Wijnhoven. In 1952 bouwden de pioniers Jan en Wim Bindels nog een nieuwe fabriek aan de Molenweg (thans Ovenberg) omdat men in de Potkuilen geen elektriciteit kon krijgen. Milsbeek was aldus een echt pottenbakkersdorp geworden met een concentratie aan bedrijven die uniek was in Nederland.
De potklei die voor de fabricage benodigd was, werd gewonnen in het gebied de Potkuilen en het Rozenbroek. De afkomst van "Potkuilen" laat zich gemakkelijk raden. Gefabriceerd werden voornamelijk bloempotten, in het begin vooral voor het gebied rondom Lent. Gestookt werd er vooral met takkenbossen en afvalhout. De steeds verder gaande automatisering heeft ook hier echter weer zijn invloed doen gelden en in de jaren zestig verdwenen door schaalvergroting weer vele fabriekjes.
Prinses Beatrix heeft op 6 mei 1960 een bezoek heeft gebracht aan de pottenbakkerijen in Milsbeek. De jaarlijkse keramiekmarkt Keramisto is internationaal bekend.

## Bezienswaardigheden
- De Onze-Lieve-Vrouw van Bijstandkerk, uit 1931.
- Poldermolen (Milsbeek), ruïne van een molen uit 1910
- Molen Jacobs, ruïne van een molen uit 1923
- Milsbeek War Cemetery

## Verenigingsleven
Milsbeek heeft een eigen voetbalclub (SV Milsbeek), fanfare, sambapercussieband Samba Maria Bahia, toneelvereniging (ONA), diverse zangkoren, tennisclub, een dameskorfbalclub (SPES), drie carnavalsverenigingen De Diepenkikkers, jeugdcarnavalsvereniging de Dikköpkes en Gries en nie Wies, een schutterij en een schuttersgilde.

## Natuur en landschap
Milsbeek ligt in de vallei van de Maas, op een hoogte van ongeveer 12 meter. Eerder lag er langs de Maas een steenfabriek die van 1898-2008 in werking was. Naar het noorden toe ligt er een vlak en door ruilverkavelingen grootschalig stuk land dat naar het noorden toe scherp begrensd wordt door de stuwwallen van de Sint-Jansberg en het Reichswald. Naar het westen toe vindt men de Mookerplas en in het zuiden ligt de monding van de Niers, die hier in de Maas uitmondt.

## Trivia
- Men spreekt niet van in de Milsbeek maar van op de Milsbeek.

## Nabijgelegen kernen
- Gennep, Ottersum, Ven-Zelderheide, Plasmolen, Middelaar, Mook, Breedeweg, Groesbeek